# بسیار عالی
بسیار عالی (انگلیسی: Hunky Dory) یک فیلم درام و موزیکال بریتانیایی به کارگردانی مارک اونس است که در سال ۲۰۱۱ منتشر شد. از بازیگران آن می‌توان به مینی درایور، آنورین برنارد، اوون تیال، کیمبرلی نیکسون، جرج مکای و رابرت پیو اشاره کرد.